# Warszawa Mokry Ług
Warszawa Mokry Ług – przystanek kolejowy Polskich Kolei Państwowych znajdujący się w warszawskiej dzielnicy Rembertów w rejonie skrzyżowania ul. Czwartaków, ul. Mokry Ług i al. Sztandarów.

## Ruch pasażerski
W roku 2022 stacja obsługiwała 50-55 pasażerów na dobę. 

## Opis
Przystanek został oddany do użytku 1 sierpnia 2016, po przebudowie i modernizacji linii kolejowej pomiędzy stacjami Warszawa Rembertów i Zielonka trwającej w latach 2014–2016. Jedynym przewoźnikiem obsługującym przystanek po jego uruchomieniu były Koleje Mazowieckie.
W roku 2017 przystanek obsługiwał 20–49 pasażerów na dobę.
Z przystanku PKP Mokry Ług można dojechać pociągami Kolei Mazowieckich m.in. do Zielonki i Tłuszcza. W pobliżu przystanku znajduje się pętla autobusowa obsługiwana przez autobusy miejskie.